# Marquesado de la Cañada Hermosa de San Bartolomé
El marquesado de la Cañada Hermosa de San Bartolomé fue un título nobiliario español creado por el rey Felipe V, con el vizcondado previo de Ruicerezo, en favor de Tomás Marín de Poveda, gobernador de Chile, por real decreto del 24 de agosto de 1702 y real despacho sacado por su sucesor, el 24 de abril de 1711.

## Marqueses de la Cañada Hermosa de San Bartolomé
|                       | Titular                                 | Periodo               |
| Creación por Felipe V | Creación por Felipe V                   | Creación por Felipe V |
| --------------------- | --------------------------------------- | --------------------- |
| I                     | Tomás Marín de Poveda                   | 1702-1703             |
| II                    | José Valentín Marín de Poveda Urdanegui | 1711-¿?               |
| III                   | Santiago Ignacio Marín de Poveda y Azúa | ¿?-¿?                 |
| IV                    | María Constanza Marín de Poveda y Azúa  | ¿?-¿?                 |
| V                     | José Tomás de Azúa y Marín de Poveda    | ¿?-¿?                 |
| Título caducado       |                                         |                       |

## Armas
Escudo partido: 1.°, en plata, tres fajas ondeadas de azur (que es Marín), y 2.° en oro, un árbol, de sinople y dos jabalíes de su color, empinados al tronco; y bordura para este cuartel, ajedrezada de plata y sinople.

Julio de Atienza y Navajas, Adolfo Barredo de Valenzuela, en Títulos nobiliarios de Almería.

## Historia de los marqueses de la Cañada Hermosa de San Bartolomé
- Tomás Marín de Poveda (Lucar, 26 de febrero de 1650-Santiago de Chile, 20 de octubre de 1703),[4] I marqués de la Cañada Hermosa de San Bartolomé, obispo de Charcas (1669), teniente general de caballería, gobernador y capitán general de Chile (1691-1700), caballero de la Orden de Santiago (1687).[5] Era hijo de Tomás Marín y su esposa María González de Poveda, natural de la villa de Tíjola, en la provincia de Almería.[2]

Casó en 1693, en Concepción (Chile), con Juana de Urdanegui y Luján, hija de los marqueses de Villafuerte. Le sucedió su hijo:
- José Valentín Marín de Poveda Urdanegui (baut. Santiago de Chile, 17 de abril de 1795), II marqués de la Cañada Hermosa de San Bartolomé.[5] Sacó despacho del título el 24 de abril de 1711, puesto que su padre, el primer marqués, no lo había hecho.

Casó el 17 de enero de 1725, en Santiago de Chile, con Ana María Ruiz de Azúa y Amasa, viuda de Antonio Velázquez de Covarrubias y Montero, e hija de Domingo Ruiz de Azúa y Saénz de Arzamendi y su esposa María Amasa Iturgoyen y Andia. Le sucedió su hijo:
- Santiago Ignacio Marín de Poveda y Azúa (n. Santiago de Chile, 1738), III marqués de la Cañada Hermosa de San Bartolomé, colegial en el Real Convictorio de San Francisco Javier y en el Real de San Martín de Lima.[7][5]

Casó con Juana Recabarren y Pardo de Figueroa. Sin descendientes. Le sucedió su hermana:
- María Constanza Marín de Poveda y Azúa, IV marquesa de la Cañada Hermosa de San Bartolomé.[5]

Casó el 22 de diciembre de 1750 con su tío Tomás Ruíz de Azúa e Iturgoyen. Le sucedió su hijo:
- José Tomás de Azúa y Marín de Poveda (m. 9 de diciembre de 1818), V marqués de la Cañada Hermosa de San Bartolomé, coronel del regimiento de milicias urbanas de Quillota.[5]

Casó con Isabel Martínez de Aldunate. Sin descendientes.
La independencia de Chile, concretada en 1818, conllevó la inmediata abolición de los títulos nobiliarios por parte del nuevo Estado que se había formado. Esto impidió que los hijos de la hermana del V marqués, Francisca Paula de Azúa, pudiesen suceder en el título. Entre los descendientes del matrimonio de Francisca con José Ramón Cortés y Madariaga destacan: Eugenio Cortés y Azúa, Constanza Nordenflycht, los actuales condes de Vistaflorida, Héctor Escardó, Francisco Herboso España, entre otros.
Han existido varias solicitudes de rehabilitación para este título:
- Por José María de Bergé y Salcedo, el 28 de febrero de 1949 (BOE del 10 de marzo).[8] Sin éxito.
- Por Enrique Godoy Sayan, el 13 de julio de 1964 (BOE del 3 de agosto).[9] Sin éxito.
- Por María de las Mercedes de la Torre y Alcoz, el 28 de julio de 1971 (BOE del 6 de agosto).[10] Sin éxito.
- Por José Domingo de Santiago-Concha y Osma, el 20 de abril de 1983 (BOE del 25 de mayo).[11] Pocos meses después, el 15 de noviembre del mismo año (BOE del 6 de diciembre), la subsecretaría del ministerio de Justicia lo convocó a él y a Alfonso Caro y de Zea en el expediente de rehabilitación, a fin de que pudiesen «alegar [...] lo que crean convenir a sus respectivos derechos».[12] Sin éxito.

Dado que ninguna de las solicitudes anteriores prosperó, el título de marqués de la Cañada Hermosa de San Bartolomé continúa caducado en la actualidad.